# Доња Подгора
Доња Подгора је насељено место у саставу града Доње Стубице у Крапинско-загорској жупанији, Хрватска. До територијалне реорганизације у Хрватској налазила се у саставу старе општине Доња Стубица.

## Становништво
На попису становништва 2011. године, Доња Подгора је имала 371 становника.

## Попис1991.
На попису становништва 1991. године, насељено место Доња Подгора је имало 443 становника, следећег националног састава:
| Попис 1991.‍  | Попис 1991.‍  | Попис 1991.‍ | Попис 1991.‍ | Попис 1991.‍ |
| ------------ | ------------ | ----------- | ----------- | ----------- |
|              |              |             |             |             |
| Хрвати       | Хрвати       |             | 428         | 96,61%      |
| Словенци     | Словенци     |             | 2           | 0,45%       |
| Срби         | Срби         |             | 2           | 0,45%       |
| неопредељени | неопредељени |             | 7           | 1,58%       |
| непознато    | непознато    |             | 4           | 0,90%       |
| укупно: 443  |              |             |             |             |